# Owo
Owo és una ciutat situada a l'estat d'Ondo de Nigèria. La història tradicional la fa remuntar al segle xi però més probablement s'hauria fundat entre el segle xiv i el XV. Fou capital d'un estat ioruba (regne d'Owo) però situat a la frontera i sota influència del regne de Benín. La ciutat deriva el seu nom del primer governant, l' Olowo (rei) nomenat Ojugbeli, a causa de les seves formes respectuoses que li van valer el nom de "Owo", que significa respectuós. La seva població el 2006 era de 222.262 habitants però el 2015 ja hauria sobrepassat els 300.000.
Històricament, l'origen de Owo es remunta a l'antiga ciutat d'Ile-Ife, que és coneguda com el bressol de la cultura ioruba. Les històries també afirmen que els fundador va ser un fill de la deïtat ioruba anomenada Oduduwa, el primer governant de lle-Ife. La història de l'art i dels registres arqueològics indica que Owo va tenir una forta associació amb la cultura Ife i va mantenir una independència virtual del regne de Benín. La cultura dels dos regnes (Benín i Owo) s'orienta en la mateixa direcció en els seus objectes d'art.
Owo va ser excavada per primera vegada el 1969-1971 per Ekpo Eyo sota els auspicis del Departament d'Antiguitats del Govern de Nigèria. A causa de la ubicació d'Owo entre els dos centres d'art famoses d'Ife i Benin, el lloc reflecteix tant les tradicions artístiques. Les seues principals troballes foren escultures de terracota que daten del segle xv. Es va descobrir que Owo tenia el palau (Afin) més gran d'Àfrica, el qual ara és un monument nacional. El palau compta amb 100 patis i cada un té una funció específica i va ser dedicat a una deïtat en particular; els patis està dissenyat amb còdols de quars i ceràmica trencada pavimentades. Els pilars que sostenen el sostre del porxo estan tallats amb estàtues del rei muntat en una casa o es mostra amb la seva esposa principal. El palau és el doble de la mida d'un camp americà i s'ha utilitzat per a les reunions públiques i festivals. El Museu d'Owo, fundat el 1968, alberga molts dels artefactes que es van trobar